# كأس مولدوفا 2011–12
كأس مولدوفا 2011–12 هو الموسم 21 من كأس مولدوفا. أقيم خلال الفترة 14 سبتمبر 2011 وحتى 27 مايو 2012، وأشرف على تنظيمه اتحاد مولدافيا لكرة القدم، وفاز فيه ميلسامي أورهي.